# 617
| [ Edytuj tabelę ]          |                                                               |
| Cesarz Bizancjum           | - 610 Herakliusz 641                                          |
| Cesarz Chin                | - 604 Sui Yangdi 618                                          |
| Król Essexu                | - 616 Sexred 617 - 616 Saeward 617 - 617 Sigeberht I Mały 653 |
| Król Franków               | - 584 Chlotar II 629                                          |
| Cesarz Japonii             | - 592 Suiko 628                                               |
| Król Kentu                 | - 616 Eadbald 640                                             |
| Patriarcha Konstantynopola | - 610 Sergiusz I 638                                          |
| Władca Korei               | - 590 Yŏngyang 618                                            |
| Król Longobardów           | - 616 Adaloald 626                                            |
| Papież                     | - 615 Adeodat I 618                                           |
| Król Persji                | - 590 Chosrow II Parwiz 628                                   |
| Król Wizygotów             | - 612 Sisebut 621                                             |

Rok 617 / DCXVII
stulecia: VI wiek ~
VII wiek ~
VIII wiek

lata: 607 «
612 «
613 «
614 «
615 «
616 «
617
» 618
» 619
» 620
» 621
» 622
» 627

## Zmarli
- Kentigern (Mungo), biskup, święty
- Donnán, męczennik irlandzki, święty